# 伊達定宗
伊達 定宗（だて さだむね）は、安土桃山時代から江戸時代前期にかけての武将、伊達家の重臣。亘理氏19代当主。のち陸奥国仙台藩一門第四席・涌谷伊達家初代当主。

## 生涯
天正2年（1574年）、18代当主・亘理重宗の子として誕生。
元服当初の名は亘理定宗。慶長5年（1600年）の関ヶ原の戦いの際には、上杉景勝領の白石城攻略戦で活躍した。慶長9年（1604年）10月、父・重宗の隠居に伴い家督を相続して遠田郡涌谷城主となったが、慶長11年（1606年）に藩主・伊達政宗の庶子である宗根が定宗の妹を娶り、同時に重宗の隠居領である高清水城と併せて亘理氏の名跡を継ぐことになったため、その代わりに政宗から「竹雀紋」および「竪三引両紋」を下賜されて伊達姓を名乗ることを許され、伊達定宗と名を改めた。これ以降、定宗の家を涌谷伊達家と称し、当主は代々伊達安芸を通称とした。
慶長19年（1614年）からの大坂の陣にも従軍し、大坂冬の陣では政宗の旗本30騎を預かり、大坂夏の陣では3000余の兵を率いて戦った。元和3年（1617年）、政宗の嫡男・忠宗に2代将軍・徳川秀忠の養女・振姫が嫁いだときには政宗の名代として秀忠に拝謁している。元和8年（1622年）には、改易された最上家の清水城を受け取りに赴いた。また、寛永13年（1636年）に政宗が死去した際には、江戸城に参上して3代将軍・徳川家光に拝謁し、忠宗襲封の報告を行った。
寛永16年（1639年）、嫡男・宗実が父に先立って死去すると、婿養子として準一家・天童家を継いでいた次男の天童頼長が呼び戻されて世子となった。これが伊達騒動で有名な伊達安芸宗重である。慶安4年（1651年）にはその宗重に家督を譲って隠居した。
承応元年（1652年）11月29日、死去した。享年79。

## 系譜
- 父：亘理重宗（1552-1620）
- 母：真如院 - 相馬盛胤の娘
- 正室：桂昌院 - 黒木宗俊の娘
  - 長男：伊達宗実（1611-1639）
  - 次男：伊達宗重（1615-1671） - 始め天童重頼養子、のち涌谷伊達家に戻り2代当主
- 生母不明の子女
  - 多与 - 伊達宗直正室

## 関連作品
- 『独眼竜政宗』（1987年NHK大河ドラマ、演：坂西良太）